# Роланд Маттес
Ролланд Маттес  (нім. Roland Matthes; нар. 17 листопада 1950) — німецький плавець, чотириразовий олімпійський чемпіон.

## Виступи на Олімпіадах
| Олімпіада     | Дисципліна                        | Місце |
| ------------- | --------------------------------- | ----- |
| Мехіко 1968   | плавання на 100 метрів на спині   | 1     |
| Мехіко 1968   | плавання на 200 метрів на спині   | 1     |
| Мехіко 1968   | комплексна естафета 4 × 100       | 2     |
| Мюнхен 1972   | естафета 4 × 100 вільним стилем   | 3     |
| Мюнхен 1972   | плавання на 100 метрів на спині   | 1     |
| Мюнхен 1972   | плавання на 200 метрів на спині   | 1     |
| Мюнхен 1972   | плавання на 100 метрів, батерфляй | 4     |
| Мюнхен 1972   | комплексна естафета 4 × 100       | 2     |
| Монреаль 1976 | плавання на 100 метрів на спині   | 3     |
| Монреаль 1976 | плавання на 100 метрів, батерфляй | 5     |